# Richard Bickerton
Sir Richard Hussey Bickerton, 2. baronet (Sir Richard Hussey Bickerton, 2nd Baronet Bickerton of Upwood) (11. října 1759, Southampton, Hampshire, Anglie – 9. dubna 1832, Bath, Somerset, Anglie) byl britský admirál. U námořnictva sloužil od dětství, vyznamenal se ve válkách v koloniích i v Evropě. Vynikl během napoleonských válek, kdy spolupracoval s admirálem Nelsonem. V roce 1805 krátce velel ve Středozemním moři, téhož roku ze zdravotních důvodů opustil aktivní službu. Později zastával funkce ve správě námořnictva v Londýně a v letech 1808–1812 zastával funkci prvního námořního lorda. V roce 1810 dosáhl hodnosti admirála.

## Životopis

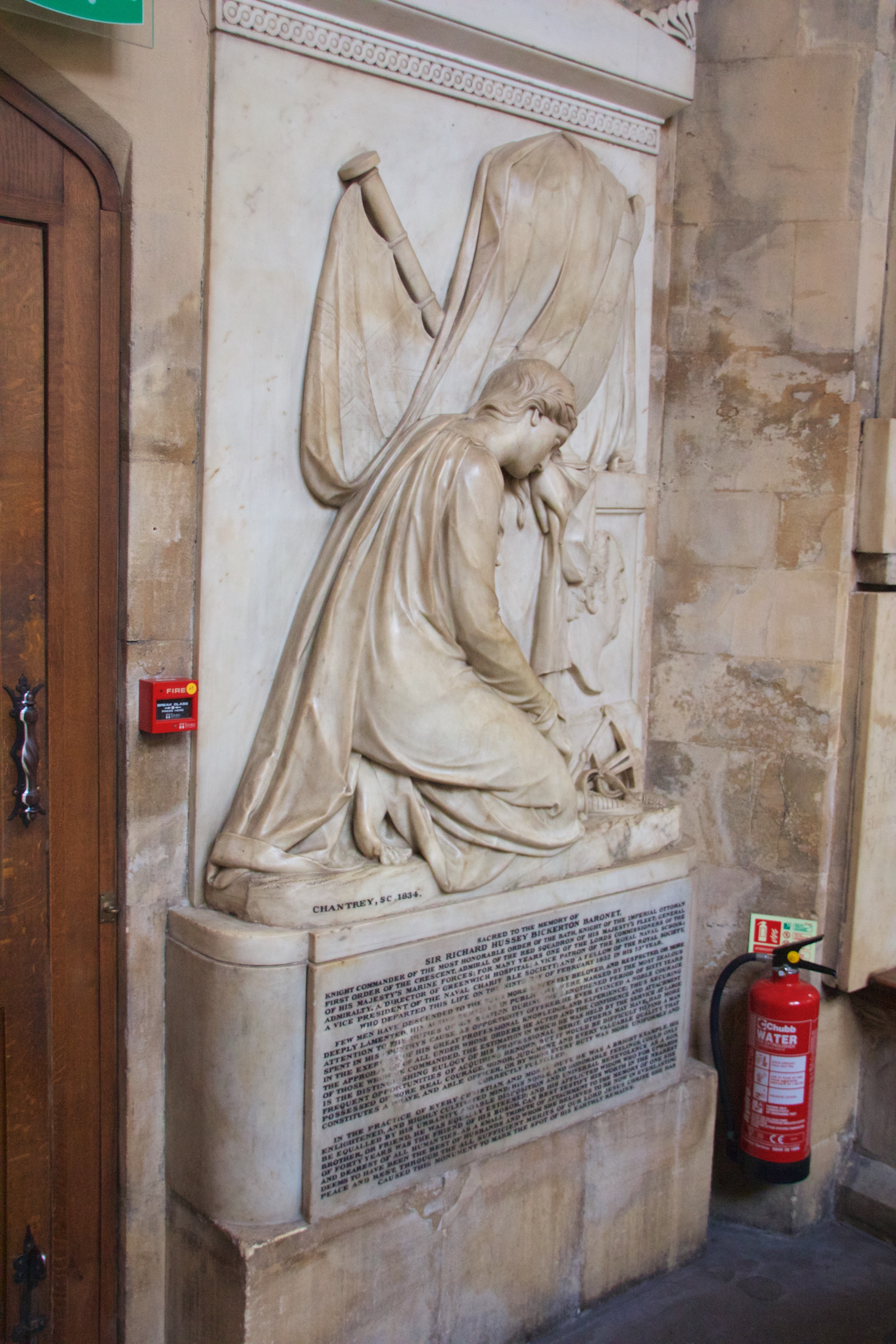
Náhrobek admirála Bickertona v Bathu

Narodil se jako syn kontradmirála Sira Richarda Bickertona (1727–1792), který v roce 1778 získal titul baroneta. Do Royal Navy vstoupil již ve dvanácti letech (1771) jako kadet, fakticky ale sloužil na moři až od roku 1774 jako kapitánský sluha. Původně sloužil pod velením svého otce, později pod Hyde Parkerem nebo Charlesem Middletonem, první roky strávil ve Středomoří a již v osmnácti letech byl jmenován poručíkem (1777). Poté sloužil v Lamanšském průlivu a na počátku roku 1780 byl převelen do Karibiku, kde se připojil k admirálu Rodneyovi a zúčastnil se několika akcí v rámci války proti USA (do roku 1779 v hodnosti komandéra). V roce 1781 byl povýšen na kapitána a do roku 1782 setrval v oblasti Závětrných ostrovů, poté se vrátil do Anglie a do roku 1787 byl mimo aktivní službu, poté vykonal ještě jednu cestu do Karibiku.[zdroj?]
Na počátku války s revoluční Francií sloužil v Lamanšském průlivu a v Biskajském zálivu, v roce 1794 přepravil generála Johna Vaughana jako nového vrchního velitele pozemních sil do Karibiku. Poté krátce působil u Newfoundlandu, po návratu do Evropy se připojil k admirálu Duncanovi v Severním moři (1795), následně byl převelen do Lamanšského průlivu pod velením admirála Hooda. V roce 1798 byl jmenován plukovníkem námořní pěchoty (Royal Marines) a v roce 1799 dosáhl hodnosti kontradmirála, téhož roku se stal zástupcem velitelem v přístavu Portsmouth. V roce 1800 přepravil do Egypta vojska generála Abercrombyho, poté krátce operoval u Cádizu. Následně až do roku 1801 velel blokádě Alexandrie, která byla velmi účinná a odřízla Francouze od zásobování. Poté nadále působil ve Středomoří, kde v roce 1805 namísto admirála Nelsona převzal dočasně vrchní velení.
Ještě v roce 1805 se kvůli zdravotním problémům vzdal aktivní služby na moři, v listopadu téhož roku byl povýšen na viceadmirála. V letech 1807 byl jmenován jedním z lordů admirality, v Portlandově a Percevalově vládě pak zastával funkci prvního námořního lorda (1808–1812). Mezitím byl také zvolen do Dolní sněmovny, poslancem byl v letech 1808–1812 za přístav Poole. V politice se připojil k toryů, ale na půdě parlamentu vystupoval jen zřídka, příležitostně jen k tématům námořnictva. V roce 1810 dosáhl hodností admirála a generálmajora Royal Marines. Po odchodu z admirality byl v letech 1812–1815 vrchním velitelem v přístavu Portsmouth. V této funkci organizoval po skončení napoleonských válek velkou dvoudenní přehlídku námořnictva za účasti členů královské rodiny (květen 1814). V roce 1815 obdržel rytířský kříž Řádu lázně. Již mimo aktivní službu poté dosáhl nejvyšších hodností u námořní pěchoty (Royal Marines), kde byl jmenován generálporučíkem (1818) a nakonec generálem (1830).[zdroj?]
Zemřel v lázních Bath v dubnu 1832 ve věku 72 let.[zdroj?]
Během služby v Karibiku se v roce 1788 oženil s Anne Athill (1769–1850), manželství zůstalo bez potomstva. Po otci zdědil v roce 1792 titul baroneta a statky v hrabství Huntingdonshire, později po rodině své matky zdědil v roce 1823 statky v hrabství Cambridgeshire, na základě toho začal užívat příjmení Hussey-Bickerton. Dědicem majetku se stal synovec jeho manželky viceadmirál Sir Richard Hussey Moubray (1776–1842).
Jeho jméno nese ostrov Bickerton Island u severních břehů Austrálie.[zdroj?]